# TMN final live LAST GROOVE (映像作品)
TMN final live LAST GROOVE（ティーエムエヌ・ファイナル・ライブ・ラスト・グルーヴ）は、日本の音楽ユニットTMNが1994年8月1日に2作を同時リリースしたライブ映像作品。
VHS、LDの2規格でリリースされており、2000年1月21日と2003年12月17日、にはDVDで再リリースされている。また2019年5月22日には両方を一纏めにした2枚組としてDVDで再リリースされている他、同日には限定BOX『TM NETWORK THE VIDEOS 1984-1994』がリリースされその中にBlu-ray Disc版が初リリースされている。

## メンバー
- 小室哲哉：シンセサイザー、グランドピアノ・ドラムス（「You can Dance」）
- 宇都宮隆：ボーカル・アコースティック・ギター（「1974」「Still Love Her」）
- 木根尚登：エレクトリック・ギター、アコースティック・ギター・エレクトリックピアノ（「We Love The Earth」「1/2の助走」「Electric Prophet」「Still Love Her」「You can Dance」）・コーラス

## サポートメンバー
- 葛城哲哉：エレクトリック・ギター・コーラス
- 北島健二：エレクトリック・ギター
- 阿部薫・山田亘：ドラムス
- 久保こーじ：マニピュレーター
- 浅倉大介：キーボード
  - ※5.19に出演
- 松本孝弘：エレクトリック・ギター
  - ※5.19に出演したが、肖像権等の問題から出演箇所はカットされている。
  - ただし後述のBlu-ray Disc・リマスター版及び、2019年5月22日DVD再発版は完全ノーカット。

## 解説
1994年5月18日と5月19日に東京ドームで行われたTMN（として）のラストライブを収録。
本作リリース後に、それぞれ収録曲を抜粋した形でCD版『TMN final live LAST GROOVE 5.18・5.19』が10日後の8月11日にリリースされた。

## ライブ開催まで
コンセプトは「飽くまで第1期プロジェクト終了であり、ニュース・ドキュメンタリー・モニュメントとしての『終了』という言葉のプロデュース」というものである。小室が後に「どう聞いてもわがまま」と振り返るほどの申し出を受け入れてくれた宇都宮・木根には感謝の意を示し、後にエム・トレスのスタッフとなる関係者と相談し、事務所のスタッフを慎重に整理して選んだ上で、「視覚的に派手で、音響も良くて、ファンも満足できて、宇都宮・木根に最低1年は安心して暮らしていけるだけのコンサート収益を残す」様に心がけた。
1993年12月31日に、小室哲哉が旧友であり元マネージャーの立岡正樹に「（TMNを）解散（当時は「終了」ではなかった）したい」との意向を伝え、立岡と同じく元マネージャーの石坂健一郎の両者にライブの運営を任せることとなった。さらに石坂は翌日の1994年1月1日に旧友であり、YMOの東京ドーム公演で一緒に携わった志村明に連絡をとり、PAを任せることにした。当初、立岡・石坂両者の希望は「デビュー10周年にあたる1994年4月21日にライブを行いたい」であったが、小室より宇都宮隆のソロツアーの千秋楽が1994年4月20日であった為、宇都宮のファン・スタッフに迷惑をかけたくないことから、20日まではプロジェクト終了・ライブに関する情報を完全にシャットアウトすることを小室から厳命された。2月初旬にはEpic/Sony Records本社3階の会議室にて、小室を実行委員長とした各社の代表者を中心とした極秘のプロジェクト実行委員会が開催された。4月21日以降でライブ会場を抑えることになった。当初日本武道館でも計画していたが、ゲネプロを入れても数日連続で抑えることが出来ず、結果東京ドームでの開催となった。元々5月17日～19日はあるアーティストが会場を抑えていたが、諸事情でライブが中止になった情報をつかみ、迷わず会場を抑えたという経緯がある。
宇都宮のソロツアーのバンドメンバー・土橋安騎夫が、千秋楽である4月20日のライブのMCの中で『5月はTMNのライブを観に行く』と洩らし、場内が騒然となった。すかさず宇都宮が『また3人で密談している』とフォローし、ファンからはTMNの再活動の期待を感じさせるというハプニングがあった。

## ライブ当日に関して
1日目と2日目では「GET WILD '89」以外の曲目が全て異なっている。TMはライブでは原曲を大幅にアレンジして演奏することの多いバンドだったが、このライブでは、ほとんど全ての曲をオリジナル・バージョンに忠実な形で演奏されている。
2日目には、浅倉大介（「A DAY IN THE GIRL'S LIFE」から「JUST ONE VICTORY」まで）と、松本孝弘（「GET WILD '89」と「YOU CAN DANCE」）のかつてのサポートメンバー2人がゲスト参加。
ライブの全曲をもれなく収録しているが、重複している「GET WILD '89」は2日目の演奏が収録されていない。松本孝弘がゲスト参加していることが理由の一つとされ、この部分が映像として世に出たことは2019年5月22日までなく、「幻の演奏」ともいわれていた。「YOU CAN DANCE」は松本の姿のみカットして収録されている（ステージ全体を映した引きの映像では、それらしき人物が辛うじて確認できる）。その後2019年5月22日にリリースされた限定BOX『TM NETWORK THE VIDEOS 1984-1994』に同梱されているBlu-ray Disc・リマスター版及び、同日にリリースされたDVD再発版に「GET WILD '89」の2日目の演奏が新規に収録されており、また先述の「YOU CAN DANCE」での松本の姿も完全ノーカットとなっている。
2日目のみ、当時はまだスタジオ音源が市販されていなかった貴重な楽曲の「TIMEMACHINE」を披露・収録。後に『LIVE TOUR Major Turn-Round 02』にも収録されている。
実際のコンサートでは、2日目の「KISS YOU」で宇都宮が間奏の部分で「君のいる夜に」と間違って歌っている所と、同じ2日目「COME ON EVERYBODY」で歌い出す所を間違えているが、編集・修正されDVDではカットされている。実際のライブを観賞した観衆から『何故、編集するんだ!』と苦情がレコード会社に殺到したとのこと。だが、さすがにそのまま映像として出す訳にはいかず、苦渋の選択だったという。
2日目のエンディングで終演後にバスに乗り込んだシーンで、座席に腰を下ろした木根がサングラスを外した場面があり、映像チームが面白いと思い収録しようとしていたが、映像ディレクターに大激怒され、御蔵入りとなったエピソードがある。

## 収録曲
★印は『CD版』、☆印は『LIVE HISTORIA T』及び『LIVE HISTORIA M』に収録されている。

### TMN final live LAST GROOVE 5.18
1. ★金曜日のライオン
  - 作詞・作曲・編曲：小室哲哉
2. BE TOGETHER
  - 作詞：小室みつ子　作曲・編曲：小室哲哉
3. DON'T LET ME CRY
  - 作詞：神沢礼江　作曲・編曲：小室哲哉
4. ★NERVOUS
  - 作詞：川村真澄　作曲・編曲：小室哲哉
5. ★ACCIDENT
  - 作詞：松井五郎　作曲・編曲：小室哲哉
6. WE LOVE THE EARTH
  - 作詞・作曲・編曲：小室哲哉
7. ★LOVE TRAIN
  - 作詞・作曲・編曲：小室哲哉
8. ★1/2の助走
  - 作詞：西門加里　作曲：木根尚登　編曲：小室哲哉
9. ★CONFESSION
  - 作詞：西門加里　作曲：木根尚登　編曲：小室哲哉
10. 永遠のパスポート
  - 作詞：SEYMOUR　作曲：小室哲哉・木根尚登　編曲：小室哲哉
11. RAINBOW RAINBOW
  - 作詞：西門加里　作曲・編曲：小室哲哉
12. ★COME ON LET'S DANCE
  - 作詞：神沢礼江　作曲・編曲：小室哲哉
13. ALL-RIGHT ALL-NIGHT
  - 作詞：小室みつ子　作曲・編曲：小室哲哉
14. KEYBOARD-SOLO
  - 作曲・編曲：小室哲哉
15. ★GET WILD '89
  - 作詞：小室みつ子　作曲：小室哲哉　編曲：ピート・ハモンド
16. ☆DRAGON THE FESTIVAL
  - 作詞・作曲・編曲：小室哲哉
17. ★SELF CONTROL
  - 作詞：小室みつ子　作曲・編曲：小室哲哉
18. ★ELECTRIC PROPHET
  - 作詞：小室哲哉　作曲：小室哲哉・木根尚登　編曲：小室哲哉
19. ☆SEVEN DAYS WAR
  - 作詞：小室みつ子　作曲・編曲：小室哲哉

### TMN final live LAST GROOVE 5.19
1. ★1974
  - 作詞：西門加里　作曲・編曲：小室哲哉
2. ☆STILL LOVE HER
  - 作詞：小室哲哉　作曲：小室哲哉・木根尚登　編曲：小室哲哉
3. ★☆WILD HEAVEN
  - 作詞：小室みつ子　作曲・編曲：小室哲哉
4. ★RHYTHM RED BEAT BLACK
  - 作詞：坂元裕二　作曲・編曲：小室哲哉
5. KISS YOU
  - 作詞：小室みつ子　作曲・編曲：小室哲哉
6. COME ON EVERYBODY
  - 作詞・作曲・編曲：小室哲哉
7. A Day In The Girl's Life (永遠の一瞬)
  - 作詞・作曲・編曲：小室哲哉
8. Carol (Carol's Theme I)
  - 作詞・作曲・編曲：小室哲哉
9. In The Forest (君の声が聞こえる)
  - 作詞：小室みつ子　作曲・編曲：小室哲哉
10. Carol (Carol's Theme II)
  - 作詞：小室みつ子　作曲・編曲：小室哲哉
11. Just One Victory (たったひとつの勝利)
  - 作詞・作曲・編曲：小室哲哉
12. ★HUMAN SYSTEM
  - 作詞：小室みつ子　作曲・編曲：小室哲哉
13. Keyboard-Solo
  - 作曲・編曲：小室哲哉
14. ★TIME TO COUNT DOWN
  - 作詞：小室みつ子　作曲・編曲：小室哲哉
15. ★69/99
  - 作詞：坂元裕二　作曲・編曲：小室哲哉
16. GET WILD '89
  - 作詞：小室みつ子　作曲：小室哲哉　編曲：ピート・ハモンド
  - ※Blu-ray Disc・リマスター版及び2019年5月22日のDVD再発版のみ収録。
17. YOU CAN DANCE
  - 作詞：西門加里　作曲・編曲：小室哲哉
  - Blu-ray Disc・リマスター版及び2019年5月22日のDVD再発版では松本の姿がカットされず映されている。
18. ★DIVE INTO YOUR BODY
  - 作詞：小室みつ子　作曲・編曲：小室哲哉
19. ★THE POINT OF LOVERS' NIGHT
  - 作詞・作曲・編曲：小室哲哉
20. ★☆NIGHTS OF THE KNIFE
  - 作詞：小室みつ子　作曲・編曲：小室哲哉
21. ★TIMEMACHINE
  - 作詞：小室哲哉　作曲：木根尚登　編曲：小室哲哉